# Hellboy: The Right Hand of Doom
Hellboy: The Right Hand of Doom é uma revista em quadrinhos norte-americana criada por Mike Mignola e publicada pela editora Dark Horse Comics, em fevereiro de 2004. O principal personagem é o super-herói Hellboy, em sua quarta edição, que reúne mini-séries, one-shots e funcionalidades do detetive paranormal Hellboy.